# トリティロドン類
トリティロドン類（トリティロドンるい、Tritylodontids あるいはトリティロドン科、Tritylodontidae）は、中生代に繁栄した、齧歯類に似た小型植物食動物。四肢動物上綱 - 単弓綱 - 獣弓目 - キノドン亜目の絶滅した分類群の一つ。分類学においては科の階級が与えられている。学名は「三つのこぶのある歯」より。

## 歴史
トリティロドン類は中生代三畳紀後期、キノドン類から現れた分類群である。哺乳類を除く単弓類の中では最後まで生き延びた、成功したグループであるといえる。化石はアメリカ大陸、南アフリカ、ユーラシアおよび南極大陸などから発見されており、ジュラ紀においては恐竜の支配下においても勢力を伸ばしていたと推定される。
しかし、白亜紀に入るとその勢力は衰退する。その原因は、同じく植物食に特化した哺乳類の多丘歯目との競合に敗れたためとも、新しい植物グループである被子植物または顕花植物に適応できなかったためなどともされている。2021年に遼寧省の白亜紀前期の地層からFossiomanusが記載されるまで、石川県手取層群で発見されたモンチリクタス（Montirictus）が、知られうる最後の記録であった。この化石はばらばらの歯のみしか見つかっていないが、そこから推定される大きさはタヌキほどだったのではないかとされる。同じ地層からは、多丘歯目や三錐歯目も発見されている。
カナダの約6,000万年前、新生代暁新世の地層からは「クロノペラテス（時の放浪者）」と呼ばれる、キノドン類のものに似た顎の断片が発見されている。しかし否定的な意見もあり、その正体は不明のままである。

## 形態
トリティロドン科に属する生物の特徴としては、多丘歯類あるいは齧歯類との類似が挙げられる。1800年代後半、トリティロドンの化石が南アフリカの三畳紀後期の地層から発見されたが、当初は初期哺乳類の一種とされたこともあるほどである。たとえば、トリティロドン類の一種、オリゴキフスは、長細い体幹と尾を持つことから、イタチまたはミンクと比較される。その脚部は哺乳類と同様、身体の真下に位置していた。
トリティロドン類の頭蓋骨後部には、その大きな顎の筋肉の付着部のために、巨大な頬骨弓があった。また、発達した二次口蓋を持ち、これはかれらが効率よく植物を咀嚼していたことを示している。
顎関節においても哺乳類と同様の進化が見られる。従来の方形骨 - 関節骨で構成された顎関節に加えて、麟状骨（側頭骨）- 歯骨の間でも顎関節が構成されつつある。これは、複数のグループにおいて平行しておきた進化であるとされる。
この動物の歯列は、他のキノドン類とは大きく異なっていた。上下の切歯が大型化し、あたかもネズミのようになっていた。犬歯は消失し、大型化した臼歯をもつ。臼歯の歯根はいくつにも分かれ、また上顎の咬頭には三列、下顎にはそれと噛み合う二列の、歯列と平行なうねが存在していた。また、切歯と臼歯の間には長い歯隙が存在した。この特徴は、哺乳類から派生した多丘歯類および、真獣類の齧歯類ときわめてよく似ていた。これらは植物食に特化した歯列の平行進化の好例である。

## 生態
彼らはおそらく恒温動物であり、現在の齧歯類などのように巣穴を掘って生活する活動的な動物であった。植物食であり、球果などを食べていたとされる。
カエンタテリウムと呼ばれる種類では、親子ともども化石化した証拠が見つかっており、卵や子供の世話をしていた可能性がある。

## 系統
トリティロドン類は哺乳類に見られる麟状骨 - 歯骨の顎関節を獲得しているが、痕跡程度まで縮小していたとはいえ、彼らはいまだに加えて方形骨 - 関節骨の間の関節も保持している。そのため、このグループは哺乳類とは見なされない。

### 上位分類
†は絶滅
- 単弓類 Synapsida
  - 獣弓類 Therapsida
    - 獣歯類 Theriodontia
      - キノドン亜目 Cynodontia
        - ユーキノドン下目 Eucynodontia
          - †キノグナトゥス類 Cynognathia
            - †トリティロドン上科 Tritylodontoidea
              - †トリティロドン科 Tritylodontidae

          - プロバイノグナトゥス類 Probainognathia
            - 哺乳形類 Mammaliaformes
              - 哺乳類 Mammalia

### 下位分類
- †ビエノテリウム Bienotherium
- †ビエノテロイデス Bienotheroides
- †ボカテリウム Bocatherium
- †Dianzhongia
- †Dinnebitodon
- †カエンタテリウム Kayentatherium
- †Lufengia
- †オリゴキフス Oligokyphus
- †Stereognathus
- †トリティロドン Tritylodon
- †Xenocretosuchus
- †ユンナノドン Yunnanodon

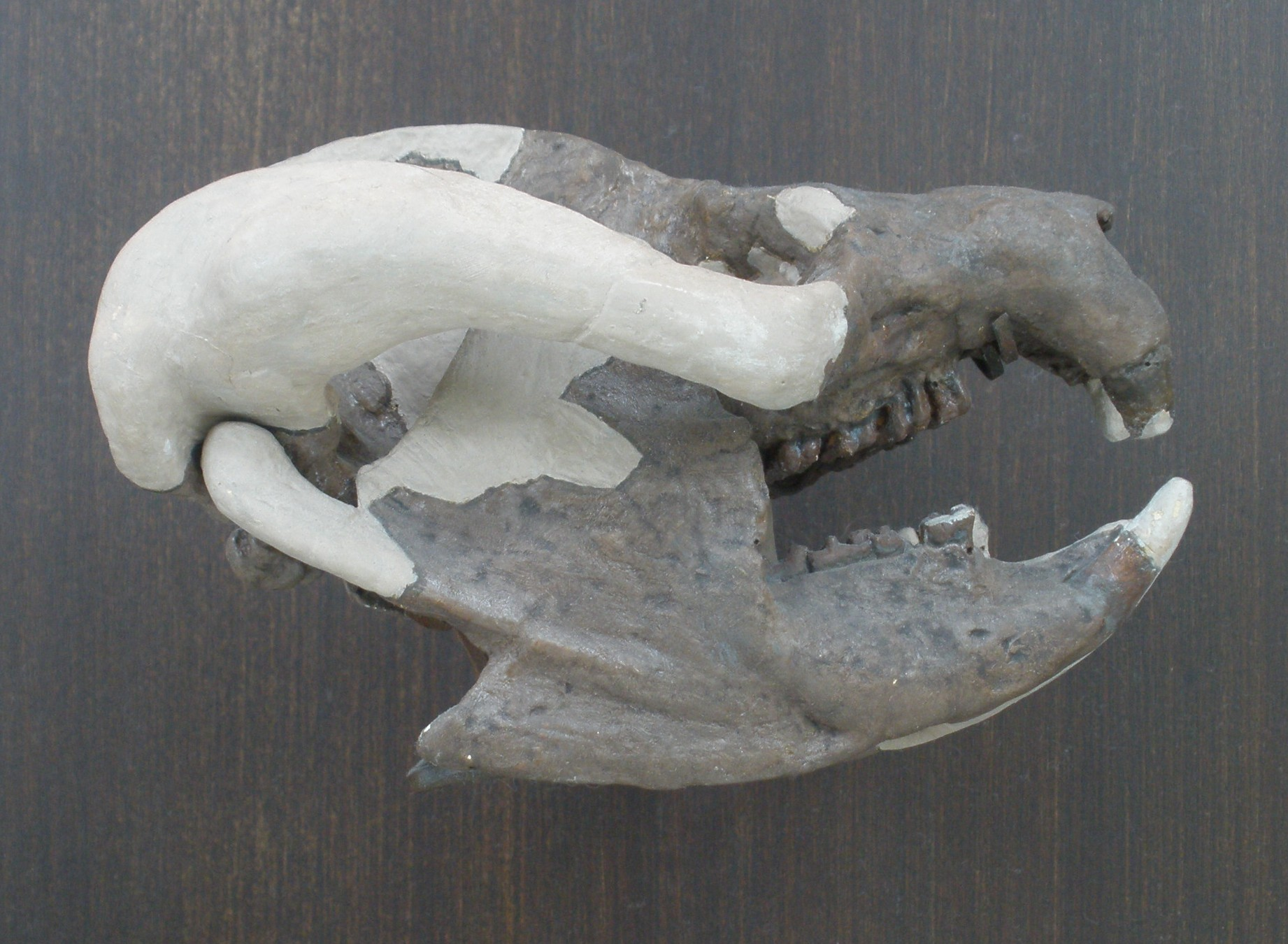
ビエノテリウム頭骨
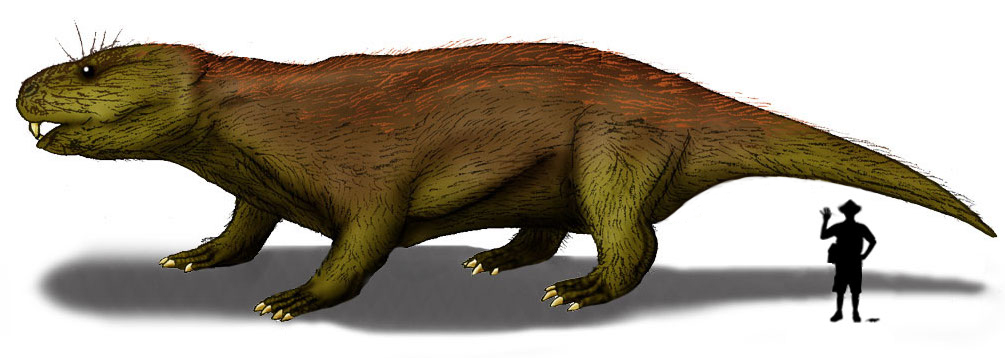
ボカテリウム想像図
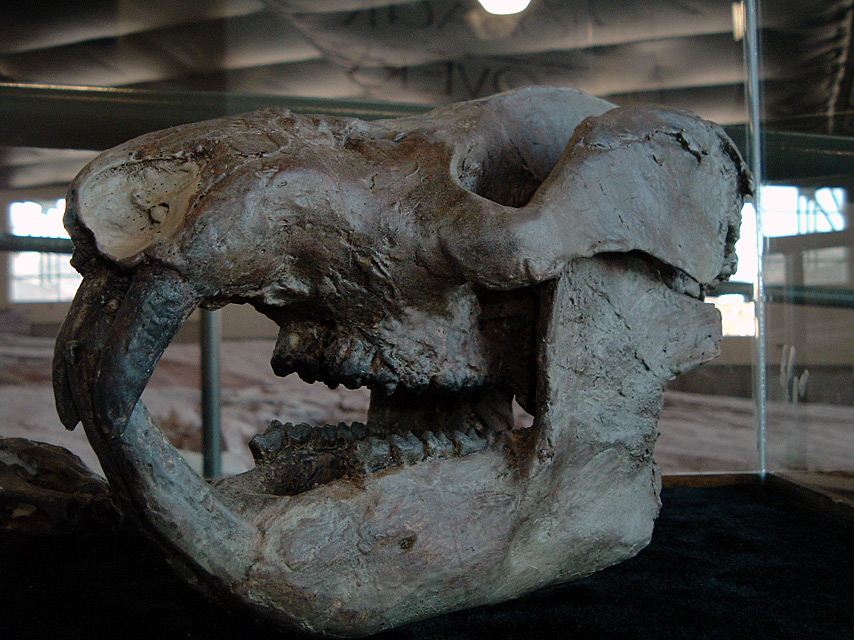
カエンタテリウム頭骨